# Luis Alberto Nicolao
Luis Alberto Nicolao (28 de junio de 1944) es un nadador argentino retirado de la alta competición, especialista en el estilo mariposa, en el que obtuvo dos veces el récord mundial en 100 metros el 24 de abril y el 27 de abril de 1962, único nadador argentino hasta 2009 en haber obtenido un récord mundial homologado. Fue 24 veces campeón sudamericano, una vez campeón nacional de los Estados Unidos en 1965 y obtuvo tres medallas de bronce en los Juegos Panamericanos.

## Biografía

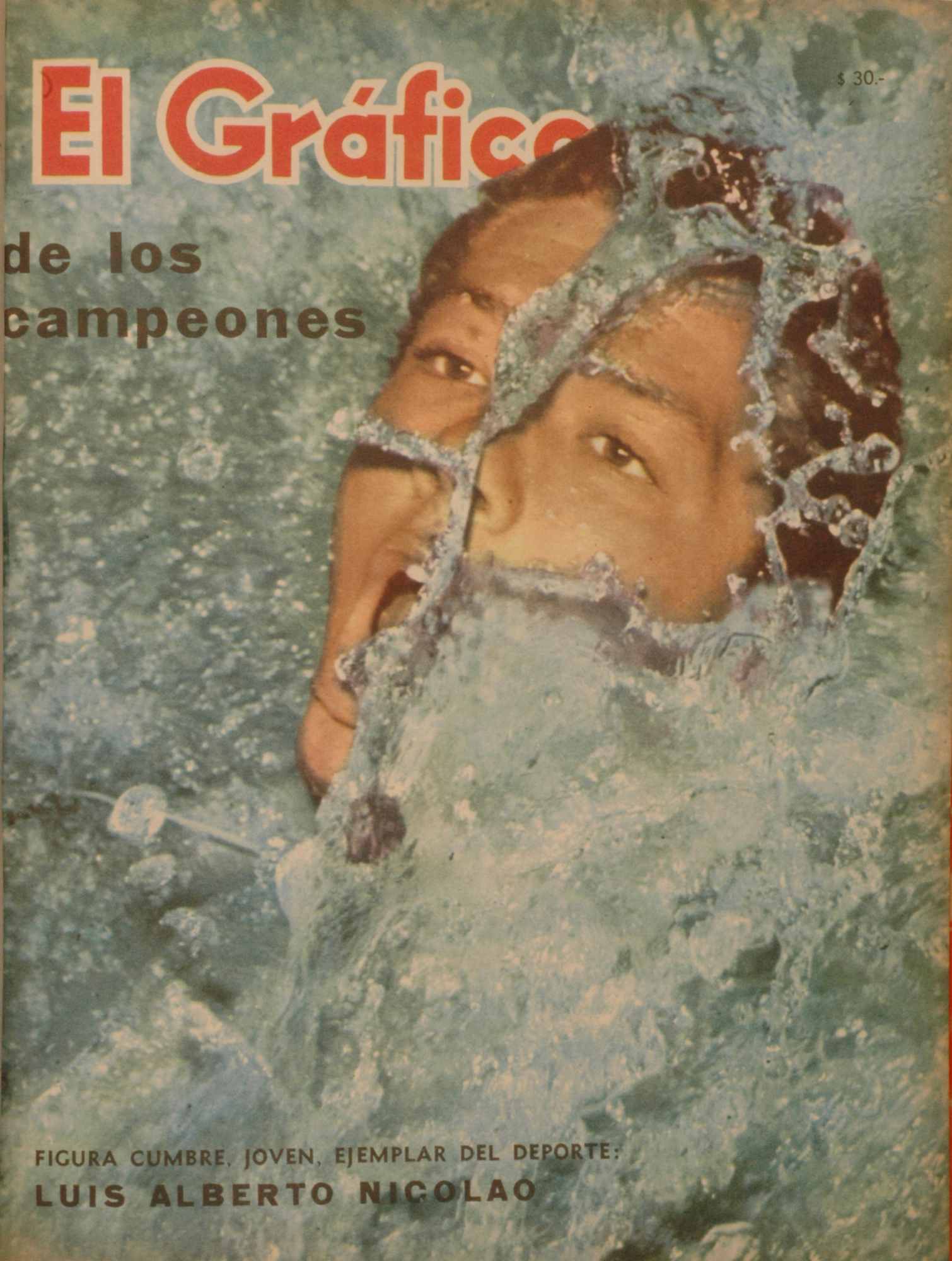
Luis Alberto Nicolao en 1963.

Nacido en Buenos Aires, Nicolao se formó como nadador en el Club Ateneo de la Juventud, al que representó hasta 1964. A los 17 años, rompió dos veces el récord mundial de 100 metros estilo mariposa, el 24 de abril y el 27 de abril de 1962.
En los Juegos Olímpicos, representó al país en los que se celebraron en los Juegos Olímpicos de Roma 1960, Tokio 1964 y Juegos Olímpicos de México 1968, pero sin poder competir en estilo mariposa, en los primeros dos porque aún no estaba aceptado como estilo olímpico y en el tercero porque debido a un embotellamiento de tránsito no llegó a tiempo para disputar la prueba; quedando la anécdota que mientras esperaba el resultado de la apelación para que se le permitiese competir en solitario para tener la chance de acceder a la final de su especialidad,
nado la distancia en un tiempo inferior a quien sería finalmente campeón olímpico, tal hecho fue registrado por los cronometristas oficiales del torneo. En México 1968, compitió también en 100 metros estilo libre donde llegó 7º. En los Juegos Panamericanos, ganó tres medallas de bronce. 
En la década de 1960, se radicó en Estados Unidos, compitiendo para la Universidad de Stanford, donde entrenó a Mark Spitz y obtuvo el título de doctor en Ciencias Políticas y Relaciones Internacionales. Allí se casó también con la nadadora estadounidense Lee Davis.
En la década de 1970, se desempeñó como entrenador del Club Corinthians de São Paulo. En 1981, se radicó definitivamente en Argentina. En 1980, obtuvo el Premio Konex de platino.